# Анна Геглунд
Анна Марія Геглунд (швед. Anna Maria Höglund; нар. 14 травня 1958, Стокгольм) — шведська письменниця та ілюстраторка.
Як ілюстраторка, оформила багато книг Ульфа Старка.
Батьки Анни Геглунд — шведський скульптор Ерік Геглунд та Меріт Левін. Має сестру — мисткиню Еріку Геглунд. Одружена з журналістом Томасом Нурдегреном.

## Нагороди і премії
- 1988 — «Премія Ельзи Бесков» (Elsa Beskow-plaketten)[3]
- 1994 — «Премія Німецької Юнацької Літератури» за книгу Kan du vissla Johanna? (Ти можеш свистіти, Йоанно?)
- 1996 — нідерландська премія «Срібний Гриф» за Afrika bakom staketet (Африка за штахетами)
- 1996 — «Премія Авуста» (Augustpriset, премію ім. Августа Стріндберга)) за Min syster är en ängel (Моя сестра ангел)[4]
- 1997 — «Премія газети Експрессен» (Expressens Heffaklump)
- 2012 — «Премія Еміля» (Emilpriset)

## Видання українською
- Бути мною / пер. зі швед. Юлії Юрчук. — Київ: Видавництво «Видавництво», 2016. — 84 с. — ISBN 978-966-97574-0-1 .[5]
- Про це говорять лише з кроликами / пер. зі швед. Юлії Юрчук. — Київ: Видавництво «Видавництво», 2017. — 54 с. — ISBN: 978-966-97574-2-5 .